# Little Saigon, Arlington, Virginia
Little Saigon là vùng bao bọc sắc tộc người Việt nằm trong khu phố Clarendon thuộc Arlington, Virginia, nơi phục vụ số lượng lớn người tị nạn di cư sau khi Sài Gòn thất thủ vào ngày 30 tháng 4 năm 1975. Một trong nhiều Little Saigon ở Mỹ, khu phố này gần thủ đô Washington, D.C., trở thành trung tâm thương mại và hoạt động xã hội của người Mỹ gốc Việt và đạt đến đỉnh cao vào cuối thập niên 1970 đến đầu thập niên 1980. Việc mở ga Clarendon trên Tuyến Orange của Tàu điện ngầm Washington đã dẫn đến sự phát triển mới và giá thuê cao hơn; nhiều cơ sở kinh doanh đóng cửa hoặc chuyển đi, đặc biệt là đến Trung tâm Eden gần đó.

## Làn sóng người Việt
Đến cuối chiến tranh Việt Nam vào thập niên 1970, số người nhập cư từ Việt Nam vào Hoa Kỳ tăng lên đáng kể. Trước năm 1975, chỉ có khoảng 15.000 người Việt nhập cư sinh sống ở Mỹ. Đến năm 1980, có khoảng 245.000 người Việt sống ở Mỹ, với khoảng 91% dân số đến trong 5 năm trước đó.
Những người nhập cư Việt Nam rời bỏ đất nước của mình theo hai làn sóng riêng biệt. Làn sóng nhập cư lớn đầu tiên xảy ra vào năm 1975 và bao gồm giới thượng lưu và cư dân có trình độ học vấn cao đã rời đi sau khi Sài Gòn thất thủ. Nhiều người lo sợ cho mạng sống của mình hoặc trốn thoát khỏi cảnh tù đày vì họ từng làm việc cho chính quyền Việt Nam Cộng hòa hoặc ủng hộ chế độ cũ. Đối với những người Việt Nam sống qua chiến tranh và dưới sự kiểm soát của Cộng sản, nhiều ngân hàng không đáng tin cậy và lo sợ sự biến động của tiền giấy; việc giữ tiền dưới dạng vàng hoặc đồ trang sức là điều phổ biến.
Từ giữa những năm 1970 đến đầu những năm 1990, hầu hết người tị nạn rời khỏi Việt Nam bằng thuyền. Những người tị nạn này, thường được gọi là "thuyền nhân", nhìn chung có trình độ học vấn thấp hơn làn sóng người nhập cư trước đây có quan hệ với chính phủ Mỹ hoặc là giới thượng lưu Việt Nam. Ước tính có khoảng 800.000 người trốn khỏi Việt Nam bằng thuyền từ năm 1975 đến năm 1995 và theo Cao ủy Liên Hợp Quốc về người tị nạn, có khoảng 200.000 đến 400.000 thuyền nhân chết trên biển.
Vùng đô thị Washington là một lựa chọn lý tưởng cho những di dân Việt Nam đến định cư vì nhiều lý do. Nhiều người Việt Nam nhập cư thuộc làn sóng đầu tiên có mối quan hệ với chính phủ hoặc đại sứ quán Mỹ. Bắc Virginia nổi lên như một địa điểm thích hợp trong khu vực để tái định cư vì nhiều lý do. Các quan chức Đại sứ quán hướng những người tị nạn về phía Bắc Virginia, và Arlington đề nghị sẵn sàng giúp đỡ các nhà tài trợ như Giáo hội Công giáo. Sau khi làn sóng người nhập cư đầu tiên định cư ở Arlington, các mối quan hệ gia đình và xã hội hiện có đã thiết lập mạng lưới cho những người nhập cư trong tương lai tham gia vào nhóm dân số này. Vào cuối chiến tranh Việt Nam, 15%, hay 3.000, dân số Việt Nam trên toàn quốc cư trú tại khu vực Washington, D.C., và nhiều người khác đã gia nhập theo. Những khu vực được người Việt định cư đông đúc nhất ở Bắc Virginia nằm dọc theo Đại lộ Wilson và Columbia Pike, kéo dài về phía tây tới Falls Church và Annandale.

## Phát triển tại Clarendon

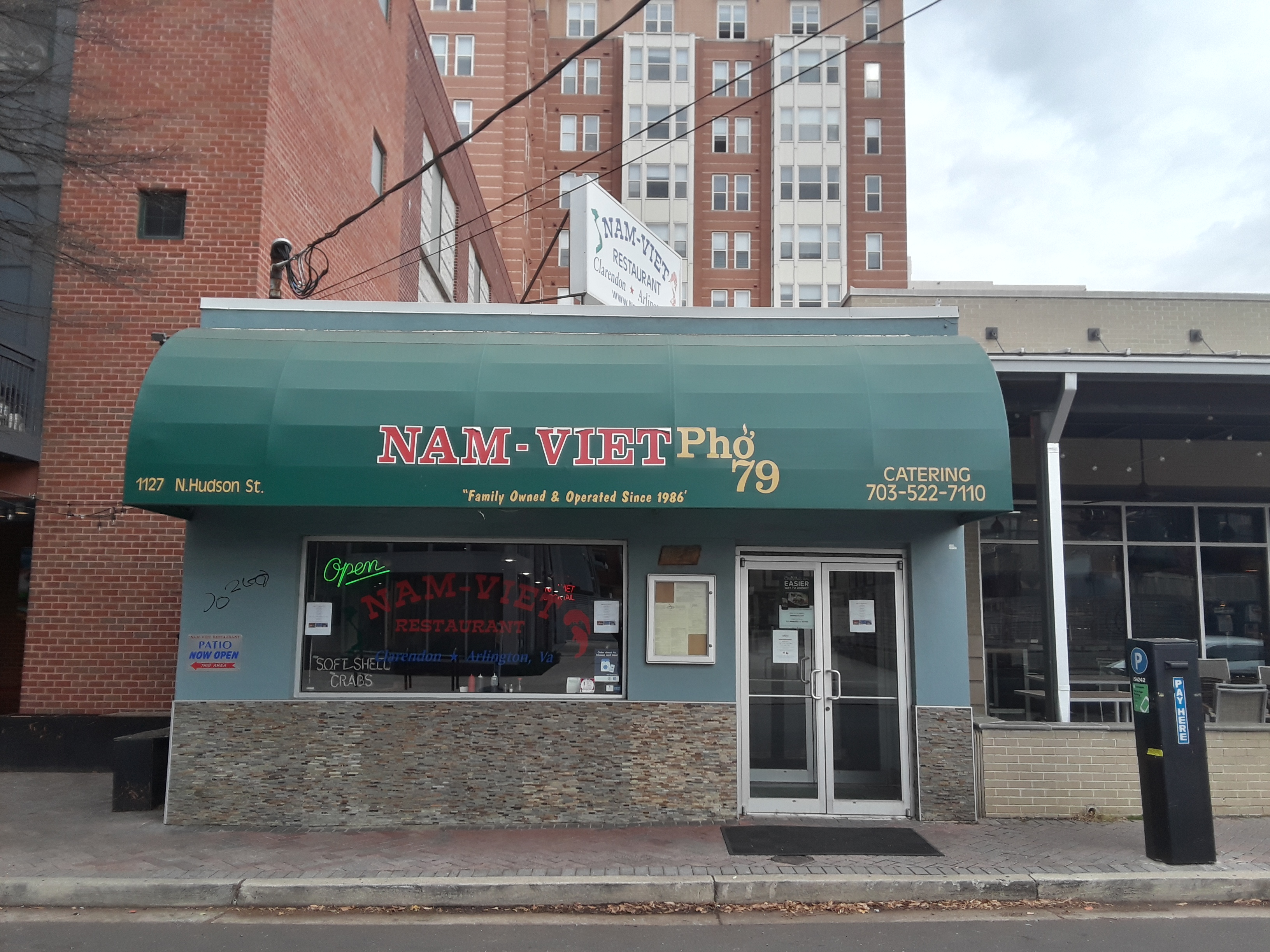
Nhà hàng Nam-Việt, nhìn vào tháng 12 năm 2021

Cho đến giữa những năm 1900, Clarendon là khu mua sắm trung tâm thành phố hàng đầu của Quận Arlington và là vùng ngoại ô nhộn nhịp dành cho xe điện. Tuy nhiên, trong thập niên 1960 và 1970, sự cạnh tranh từ các trung tâm mua sắm trong khu vực và trung tâm mua sắm quy mô nhỏ đã khiến khu trung tâm thành phố Clarendon sa sút. Nhiều doanh nghiệp di dời, để lại những mặt tiền cửa hàng trống trơn. Kho tòa nhà lịch sử bị bỏ quên và đến giữa thập niên 1970, việc xây dựng ga tàu điện ngầm WMATA Clarendon bắt đầu phá bỏ đường phố và vỉa hè. Tình trạng này tạo điều kiện cho các hợp đồng thuê thương mại ngắn hạn, giá rẻ mà người tị nạn Việt Nam nắm bắt như một cơ hội để mở doanh nghiệp và hỗ trợ gia đình họ. Do việc xây dựng Tàu điện ngầm, giá thuê giảm xuống mức thấp từ 1,50 USD đến 5 USD một foot vuông ở một số tòa nhà, khiến khu vực này trở nên hấp dẫn về mặt kinh tế đối với những người mới nhập cư.
Cơ sở kinh doanh đầu tiên của người Việt là cửa hàng tạp hóa Saigon Market do cựu nhân viên Đại sứ quán Việt Nam Cộng hòa tại Mỹ khai trương năm 1972, và cửa hàng tạp hóa thứ hai mang tên Vietnam Center do vợ người Việt của một nhân viên CIA mở. Chẳng bao lâu sau, nhiều người Việt bắt đầu mở cửa hàng và nhà hàng ở Clarendon, và khu vực này trở thành trung tâm của cộng đồng người Việt ở Bờ Đông. Các nhóm hỗ trợ dân tị nạn và nhà thờ tổ chức các chuyến đi đưa người nhập cư từ Alexandria và những nơi khác đến Clarendon để mua sắm.
Những cửa tiệm này mở bán các mặt hàng đặc sản cho cộng đồng người Việt. Điểm thu hút chính là mấy tiệm tạp hóa Việt Nam chuyên bày bán những nguyên liệu không có ở thị trường Mỹ. Little Saigon cung cấp nhiều loại hình và phong cách kinh doanh khác nhau. Một số doanh nghiệp đã phát triển bầu không khí của chợ trời vì thông thường nhiều doanh nghiệp hoạt động trong một tòa nhà. Cửa hàng My An Fabric có nhiều cơ sở kinh doanh trong cùng một tòa nhà, bao gồm phòng chơi bida và arcade game cũng như một quán cà phê nhỏ Priest. Các lễ hội và sự kiện được tổ chức quanh năm để kỷ niệm các ngày lễ, chẳng hạn như Tết Trung Thu hàng năm. Trong 19 năm, chủ nhà hàng thành công Nguyen Van Thoi đã tổ chức tiệc Tết hàng năm tại quán cà phê Nam Việt và Mỹ An cho các tù binh Mỹ trong chiến tranh Việt Nam. Kim Cook thành lập Hiệp hội Tái định cư Việt Nam tại Falls Church và Khúc Minh Thọ cho lập Hiệp hội Gia đình Tù nhân Chính trị Việt Nam.
Doanh nhân Việt gặp nhiều trở ngại khi cố gắng đạt được thành công ở Clarendon. Vì ngân hàng không cho họ vay nên giới doanh nhân gốc Việt đều phải vay tiền từ bạn bè và gia đình để bắt đầu kinh doanh, thường với lãi suất cao hơn lãi suất thương mại. Một số chủ doanh nghiệp gặp phải rào cản pháp lý vì họ không hiểu rõ các quy định và giấy phép kinh doanh nên đã bị phạt. Để huy động vốn, một số người nhập cư đã phải bán đi phần lớn vàng bạc và đồ trang sức của gia đình họ. Một hoạt động cho vay truyền thống của người Việt được gọi là "hoi" là một công cụ tài trợ phổ biến. Hoi gom tiền từ các doanh nhân trong cộng đồng và phân phối cho một thành viên của cộng đồng trong quy trình đấu thầu hàng tháng. Người cho vay trả giá cao nhất cho toàn bộ số tiền sẽ nhận được tiền.
Theo thời gian, cộng đồng doanh nghiệp người Mỹ gốc Việt ngày càng hoạt động hiệu quả. Ví dụ, Toa Do, người đã thăng tiến từ công việc đầu tiên ở Mỹ với tư cách là người đưa tin cho nhà phân tích hệ thống và sau đó là nhà tư vấn độc lập, đã trở thành người Việt Nam đầu tiên có ghế trong Phòng Thương mại Arlington. Hiệp hội Doanh nghiệp Bán lẻ Người Việt Nam Clarendon được Kham Dinh Do thành lập, vốn là chủ sở hữu cửa hàng trang sức Dat Hung, đã cố gắng tổ chức cộng đồng doanh nghiệp Việt Nam và vận động thay mặt cho lợi ích của họ khi chính quyền Quận Arlington đang lên kế hoạch phát triển Clarendon.

## Suy thoái
Khu phố này suy thoái vì nhiều lý do. Nhiều chủ sở hữu tòa nhà không chi tiền để bảo trì hoặc nâng cấp tòa nhà của họ vì họ đang chờ ga tàu điện ngầm mở cửa và các cơ hội kinh tế mới được hiện thực hóa thông qua việc tái phát triển Clarendon. Sự phát triển không tăng đáng kể ở Clarendon trong vài năm đầu tiên sau khi Tàu điện ngầm này mở cửa vào năm 1979. Có nhiều lô đất nhỏ do chủ sở hữu vắng mặt nắm giữ khiến các nhà phát triển gặp khó khăn trong việc mua những khu đất đủ lớn cho các dự án to lớn, mới mẻ như đã hình dung. Ngày 18 tháng 11 năm 1989, Hội đồng Quận Arlington nhất trí thông qua kế hoạch tái phát triển của Clarendon, trong đó hình dung ra các công trình thương mại cao tầng, các tòa nhà dân cư trung tầng, công viên và lối đi dành cho người đi bộ. Kế hoạch này cũng đề xuất các biện pháp khuyến khích xây dựng các tòa nhà thấp hơn mức quy hoạch cho phép và dành không gian thương mại quy mô nhỏ hơn cho các doanh nghiệp quy mô nhỏ hơn.
Cuối cùng, giá thuê bắt đầu tăng ở Clarendon (lên tới 25–30 USD một foot vuông ở một số tòa nhà thương mại), và người Việt Nam phải di dời khỏi Arlington. Người Việt định cư tại các căn hộ sân vườn ở Arlington đã di chuyển về phía tây, với nhiều người định cư xung quanh Seven Corners, cũng như Falls Church gần giao lộ giữa Đường Graham và Đại lộ Arlington. Cư dân người Mỹ gốc Việt đã phân tán khỏi Arlington cùng với các doanh nghiệp người Mỹ gốc Việt. Đến năm 1984, 60% người Mỹ gốc Việt sống trong phạm vi ba dặm quanh Seven Corners.
Dần dần, số lượng doanh nghiệp Việt ở Little Saigon dần thu hẹp lại. Năm 1989, Clarendon Alliance, một hiệp hội doanh nghiệp, lưu ý rằng trong số 76 doanh nghiệp ở Clarendon, có từ 30 đến 35 doanh nghiệp thuộc sở hữu của người châu Á và trong số đó, hầu hết là do người Việt Nam sở hữu. Các cơ sở này bao gồm từ chợ thực phẩm, đại lý bất động sản và bảo hiểm, công ty luật và kế toán, nhà hàng và nhà bán lẻ. Cùng năm đó, cửa hàng tạp hóa Mekong Center, cửa hàng bách hóa Pacific Oriental, nhà hàng Mỹ An 1 và tiệm sửa chữa Alpha Camera rời khỏi Tòa nhà Hartford mà về sau đã bị phá bỏ. Cửa hàng vải Mỹ An di dời khỏi tòa nhà trước khi bị phá bỏ do chủ sở hữu đã lường trước những thay đổi ở Clarendon với quy hoạch phát triển mật độ cao.
Hoạt động kinh doanh vẫn ổn định đối với các cơ sở còn tồn tại, mặc dù lượng khách hàng Việt Nam từng đông đảo đã giảm dần và giá trị của khu phố này đóng vai trò như một nơi gặp gỡ cộng đồng đã tiêu tan. Tác giả Alan Ehrenhalt chỉ ra rằng đối với Clarendon đang gặp khó khăn về kinh tế vào những năm 1960, "chính sự nhập cư đã khiến những tòa nhà cũ đó trở nên sống động... Những mặt tiền cửa hàng trống trơn đã đưa người Việt Nam vào và bắt đầu toàn bộ quá trình. Điều này có vẻ hơi mỉa mai rằng cách để thu hút những người da trắng mới đến giàu có hơn là tạo cơ sở cho những người nghèo hơn từ các quốc gia khác. Nhưng đó chính xác là những gì đã xảy ra ở Arlington".
Sự suy tàn của Little Saigon là điều dễ nhận thấy. Một lá thư gửi biên tập viên tờ Washington Post than thở về văn hóa kinh doanh nhỏ đang lụi tàn ở Clarendon. Người viết ghi nhận những đóng góp của người Việt Nam và sự đa dạng mà họ mang lại cho Arlington. Các nhà quy hoạch của quận giải thích rằng chính phủ đã thảo luận về những kế hoạch trong nhiều năm nhằm biến Clarendon thành một hành lang phức hợp, mật độ cao hơn, nơi có các dự án phát triển lớn hơn và không gian bán lẻ to hơn. Giới quy hoạch lưu ý đến sự thay đổi hiện tại và tính tất yếu của áp lực phát triển lên các doanh nghiệp nhỏ. Khách hàng lâu năm và chủ doanh nghiệp có nhiều ý kiến trái chiều về sự kết thúc của Little Saigon. Một số chủ doanh nghiệp bày tỏ sự bất bình và thất vọng vì bị đẩy ra ngoài. Các chủ doanh nghiệp khác có thể chuyển đến những trung tâm mua sắm có bãi đậu xe tốt hơn và tài sản được bảo đảm tốt hơn.
Những nỗ lực đã được thực hiện nhằm giữ lại cộng đồng doanh nghiệp sắc tộc nhỏ, mặc dù họ không nỗ lực cho đến sau sự suy tàn chủ yếu của Little Saigon. Năm 1993, Quận Arlington xuất bản cuốn hướng dẫn song ngữ (tiếng Anh và tiếng Việt) về khởi nghiệp tại Arlington, hướng tới các doanh nhân Việt Nam. Quận Arlington kể từ đó đã bắt đầu hỗ trợ doanh nghiệp nhỏ liên tục thông qua Cơ quan Phát triển Kinh tế, đây là một khuyến nghị trong Kế hoạch Khu vực Clarendon năm 2006.
Khu phố Clarendon vào năm 2014 chủ yếu trở thành nơi kết hợp giữa bán lẻ, quán bar và nhà hàng, tăng cường sử dụng cho khu dân cư và văn phòng. Sự phát triển sau sự suy tàn của Little Saigon thường có diện tích lớn hơn, chẳng hạn như 3.000 feet vuông, thường không phù hợp với giới doanh nghiệp nhỏ, thuộc sở hữu độc lập. Tính đến năm 2014, nhà hàng Nam Việt là doanh nghiệp Việt Nam duy nhất còn sót lại từ cộng đồng Little Saigon ban đầu và Four Sisters là nhà hàng Việt Nam mở cửa kể từ khi Little Saigon suy tàn.

## Trung tâm Eden

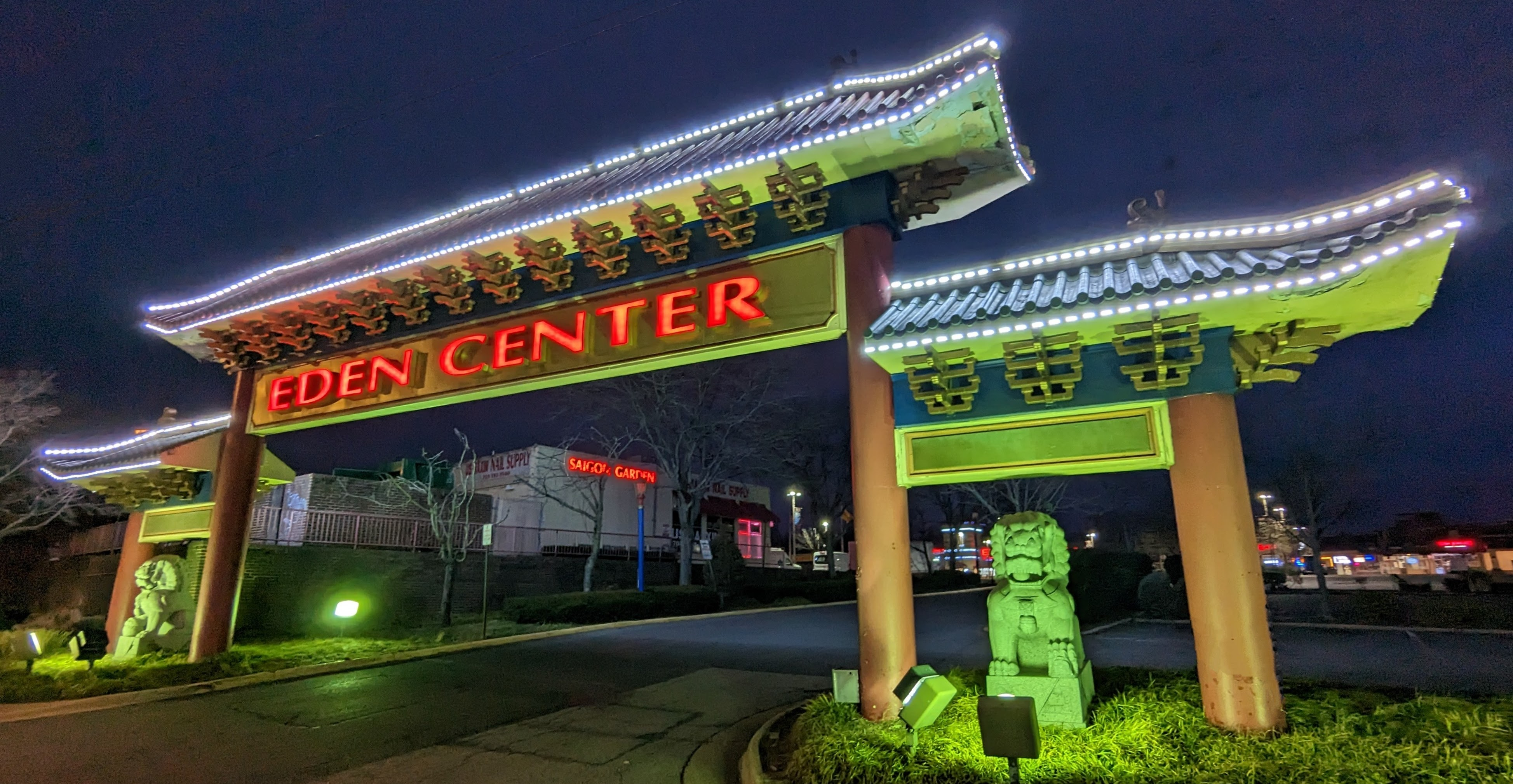
Trung tâm Eden

Năm 1984, trung tâm mua sắm Eden ở khu vực Seven Corners của Falls Church được khai trương, mang lại không gian bán lẻ giá cả phải chăng rộng 20.000 feet vuông cho khu vực. Năm 1997, Trung tâm Mua sắm Eden rộng 32.400 feet vuông cũng như tháp đồng hồ mang tính biểu tượng đã được bổ sung và vào thời điểm đó, đây là khu mua sắm lớn nhất của người Việt tại Mỹ. Trung tâm Eden trở thành trung tâm thương mại và hoạt động của người Việt. Năm 2007, triển lãm "Exit Saigon, Enter Little Saigon", một triển lãm du lịch của Trung tâm Người Mỹ gốc Á Thái Bình Dương Smithsonian được tạm thời đặt tại Trung tâm Eden để kể câu chuyện về trải nghiệm thích nghi và nhập cư của người Mỹ gốc Việt ở Mỹ. Trung tâm Eden hiện được coi là trung tâm dịch vụ và hàng hóa của người Việt ở Bắc Virginia cũng như toàn bộ Bờ Đông. Năm 2014, Trung tâm Eden có 120 cửa hàng và nhà hàng, hầu hết đều là của người Việt.

## Công việc bảo tồn
Năm 2014, Thư viện Công cộng Quận Arlington, giới sử gia địa phương và sinh viên thạc sĩ từ Chương trình Quy hoạch và Vấn đề Đô thị của Virginia Tech (Vùng Thủ đô Quốc gia) đã hợp tác trong một dự án thu thập những câu chuyện của cộng đồng người Việt di cư đến, mua sắm tại hoặc sở hữu các cơ sở kinh doanh ở khu Clarendon của Arlington khi nơi này được gọi là "Little Saigon" vào cuối thập niên 1970 và đầu thập niên 1980. Dưới sự chỉ đạo của Tiến sĩ Elizabeth Morton, một nhóm sinh viên đã tiến hành sử liệu truyền miệng và những người tham gia trao tặng các bức ảnh và sản phẩm truyền thông đa phương tiện, những bức ảnh này được lưu trữ tại Trung tâm Lịch sử Địa phương của Thư viện Quận Arlington. Nhiều thành viên cộng đồng người Mỹ gốc Việt đã tham gia vào dự án này để chia sẻ những kỷ niệm và ý kiến của họ về vùng bao bọc sắc tộc có ý nghĩa văn hóa này. Nhóm sinh viên đề nghị tạo ra một điểm mốc hoặc tượng đài lịch sử để tưởng nhớ Little Saigon và ghi nhận những đóng góp của người tị nạn Việt Nam đối với cộng đồng doanh nghiệp và di sản của Arlington.